# Британско-узбекистанские отношения

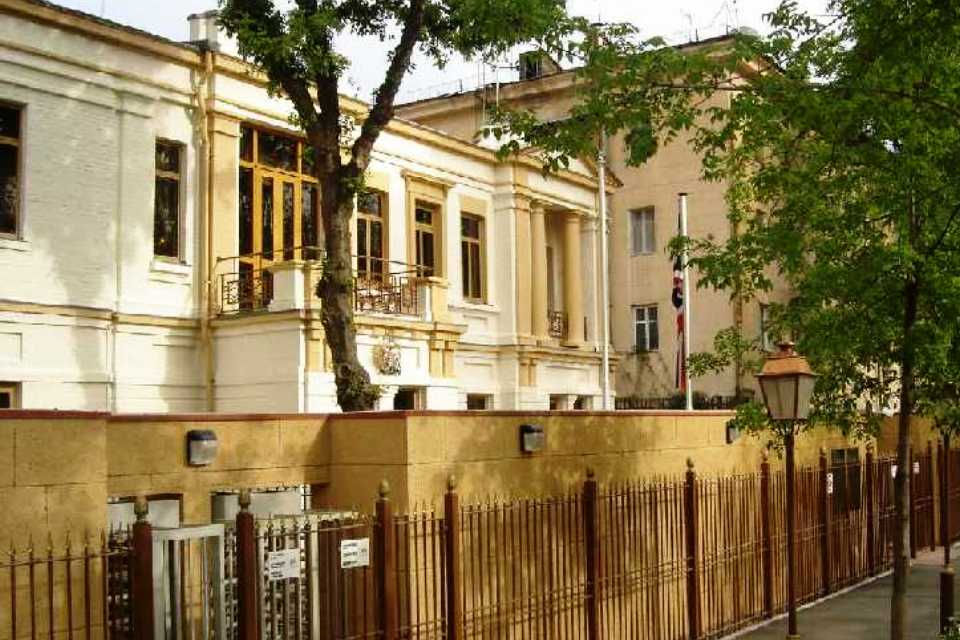
Британское посольство в Ташкенте

Узбекско-британские отношения — торгово-экономическое сотрудничество между Узбекистаном и Соединенным Королевством основывается на договорах «О торгово-экономическом сотрудничестве», «О стимулировании и взаимной защите капитальных вложений» и «О предотвращении двойного налогообложения», подписанных в ноябре 1993 года во время визита первого Президента Республики Узбекистан Ислама Каримова в Соединенное Королевство.
По итогам 1996 года Соединенное Королевство занимает 2 место по объему товарооборота Узбекистана со странами Европейского Союза после Германии. Из Узбекистана в Соединенное Королевство будут поставляться хлопковое волокно, драгоценные камни, черные металлы, вольфрам и изделия из них, из Соединенного Королевства — механические и электроинструменты, кондитерские изделия, пластмассы и изделия из них, минеральное топливо, фармацевтическая продукция, а также медикаменты, бумага и картон, мебель, оптические приборы и аппараты, табак, молочная продукция, химические соединения, неорганическая химическая продукция.
В 1992 году Республика Узбекистан вступила в Ливерпульскую хлопковую ассоциацию  (Liverpool Cotton Association) — важную неправительственную организацию, координирующую нормы и правила мировой торговли хлопком. Благодаря этому в стране была внедрена международной системы сертификации хлопка.
В результате взаимных визитов делегаций двух стран на различных уровнях налажено сотрудничество в разных сферах. 14 октября 1994 года лондонская ассоциация рынка металлов (London Bullion Market Association — LMBA) выдала Зарафшанскому золотодобывающему заводу сертификат, подтверждающий статус выпускаемых золотых слитков, что свидетельствует о том, что качество золота Узбекистана является самым высоким во всем мире. А в октябре 1996 года при данной ассоциации было также оформлено представительство Алмалыкского горно-металлургического комбината по производству высококачественных серебряных слитков.
4-12 октября 1997 года в Ташкенте прошел «британский фестиваль». В рамках программы фестиваля были проведены выставки продукции около 30 компаний Соединенного Королевства, выставка "Наследие британской королевской семьи", семинар, посвященный текстильному машиностроению и архитектуре, демонстрировались фильмы Соединенного Королевства и т. д.
Регулярно проводятся заседания Узбекско—британского торгово-промышленного совета (UBTIC), где обсуждаются вопросы развития экономических связей, перспективы усиления сотрудничества в торгово-экономической, инвестиционной сферах.
Растет сотрудничество между некоторыми крупными фирмами, компаниями и банками. С 31 декабря 1992 года заключен договор с компанией British Airways.
В 1994 году Национальная авиационная компания «Узбекистон хаво йуллари» по согласованию с департаментом транспорта Соединенного Королевства получила право выполнять регулярные рейсы Ташкент—Манчестер—Ташкент. А начиная с 2017 года, самолеты национальной авиационной компании «Узбекистон хаво йуллари» 4 раза в неделю посещают Лондон.
Ассоциация «Uzmoytamakisanoat» заключила контракт с компанией «Crown» с целью обновления и ремонта своего оборудования для производства масла. С использованием иностранных инвестиций компания довела оборудование до уровня мировых стандартов. По договору с помощью английских специалистов Кокандский маслоэкстакционный завод был перестроен  и приступил к модернизации своего приборостроения.
В соответствии с соглашением о создании совместного предприятия по выращиванию табака, его переработке и производству сигарет для развития табачной промышленности в Узбекистане с компанией «British American Tobacco» было подписано соглашение о создании совместного предприятия на сумму 232 млн долларов США. Эта инвестиция была использована на реконструкцию и модернизацию Ташкентского табачного завода, Ургутского завода по ферментации табака, строительство Самаркандского табачного завода, подготовку специалистов и для проведения социальных мероприятий. В Ташкентском табачном заводе налажено производство сигарет.
В конце 1996 года было подписано предварительное соглашение с корпорацией Oxus Resourses Corporation о поиске цветных металлов на Кандизском месторождении Сурхандарьинской области. Согласно сделке, фирма из Соединенного Королевства в течение года за счет собственных средств разработает технико-экономические обоснования медицинских приборов для непрерывного изучения крови, технической поддержки комплексной добычи цветных металлов, а затем - получит около 100—150 миллионов долларов. На основе проекта стоимостью в долларах США должно быть создано совместное предприятие по добыче свинца, меди, серебра. 10 июля 1997 года с данной корпорацией Соединенного Королевства было подписано предварительное соглашение об изучении и определении месторождений в Навоийской области.
В министерстве сельского и водного хозяйства Республики Узбекистан имеется план по созданию агрофирмы с компанией Мередит Джонс, работающей на основе передовых методов селекции, выращивания и переработки хлопка. Эта фирма, включающая в себя 11 хозяйств Языаванского района Ферганской области, должна способствовать повышению урожайности хлопка, повышению качества волокна и повышению плодородия почвы.
Консорциум «Узбектелеком» совместно с компанией «General Plussy Telecommunications« (JPT) построил для Ташкента объединенный рабочий комплекс «Buzton», обеспечивающий современную цифровую связь. Этот проект обеспечен за счет средств учредителей, а также кредита, полученного на основе страхования из Департамента гарантирования экспортных кредитов.
Национальный банк внешнеэкономической деятельности Республики Узбекистан установил представительские отношения с 5 банками Соединенного Королевства и 11 лондонскими отделениями иностранных банков. Barclays Bank является основным представителем по коммерческим платежам. Реализация проекта "Зарафшан Ньюмонт " по освоению золоторудного месторождения в Навоийской области стала одним из направлений совместной деятельности Национального банка Узбекистана и Barclays Bank. Этот банк выдал кредит в 161 млн французских франков (32 млн долл. США)  на строительство нового отеля Метрополь совместно с банком Société Générale. Предоставлен также второй кредит-1,7 млн долларов США.
Главное управление капитального строительства хокимията города Ташкента совместно с фирмой Handi Hayl планировали построить 22 двухэтажных коттеджа, в которых будут проживать сотрудники дипломатического корпуса, представители иностранных фирм. Уже построены небольшой супермаркет, кафе, бар, 2 теннисных корта.
Республика Узбекистан имеет 115 рабочих мест с участием капитала Соединенного Королевства, из которых 34 составляют 100 % английского капитала. Имеются официальные представительства 36 фирм Соединенного Королевства.
Посольство Великобритании так же сотрудничает с Правительством Узбекистана в борьбе с организованной преступностью, незаконным оборотом наркотиков и торговлей людьми. Регулярные обмены проходят между Парламентами, с Центральной избирательной комиссией и Национальным центром по правам человека.

## Британские послы в Узбекистане
- 1993—1995 — Бэрне, Пол[2]
- 1995—1999 — Хэй, Барбара[3]
- 1999—2002 — Ингэм, Кристофер[4]
- 2002—2004 — Мюррей, Крэйг
- 2005—2007 — Моран, Дэвид[5]
- 2007—2009 — Келли, Ян[6]
- 2009—2012 — Джой, Руперт[7]
- 2012—2015 — Эдгар, Джордж[8]
- 2015—2019 — Аллен, Кристофер[9][10]
- 2019-н. в. — Торлот, Тимоти[11]

## Узбекские послы в Британии
- 1995-1998 — Файзуллаев, Алишер Амануллаевич
- 1998-2003 — ?
- 2003-2007 — Рискиев, Тухтапулат Турсунович
- 2007-2015 — Акбаров, Отабек Хамидуллаевич
- 2015-2017 — Курманов, Алишер Анварович
- 2017-2019 — Шайхов, Алишер Эркинович
- с 2019 года — Рустамов, Саид Хуршедович[12]